# Грец, Генрих
Генрих Грец (нем. Heinrich Graetz; 31 октября 1817[…], Ксёнж-Велькопольский, Великое княжество Познанское, Пруссия — 7 сентября 1891[…], Мюнхен) — немецкий историк.

## Биография
Генрих Грец родился 31 октября 1817 года в городке Ксионсе (Xions, совр. Ксёнж-Великопольский) Познанской провинции. Грец родился в иудейской бедной семье (отец был мясником), которая, ввиду рано обнаружившихся у мальчика способностей, старалась дать ему образование. В юности Генрих Грец занимался, главным образом, древнееврейской литературой и Талмудом; из светских наук он усвоил себе лишь самое необходимое. Уже в пятнадцатилетнем возрасте он написал на древнееврейском языке сочинение о еврейском календаре (осталось ненапечатанным). Готовясь к раввинской карьере, Грец отправился в 1831 г. в Вольштын (Wollstein) в Познани; здесь он изучал Талмуд и (самоучкой) светские науки, латинский и греческий языки. По истечении четырёх с половиной лет, проведённых в Волльштейне, Грец задумал отправиться в Прагу, где тогда принимали в университет без гимназического экзамена. Его, однако, задержали на границе, ибо у него не нашлось двадцати гульденов, потребных для оплаты за переход австрийской границы.
Весной 1837 г. Грец отправился в Ольденбург, куда его пригласил известный раввин Самсон Рафаил Гирш, сочинения которого произвели на Греца сильное впечатление. Здесь он продолжал свои занятия. В 1840 году Грец переехал в Острово, где полтора года занимал место домашнего учителя. В 1842 году он получил от министра разрешение записаться в Бреславльский университет, не подвергаясь предварительному испытанию на аттестат зрелости. В университете Грец изучал преимущественно восточные языки и философию, последнюю в гегелевском духе. Влияние гегелевской философии на Греца было велико: в Бреславле Грец постепенно освободился от крайней ортодоксальности, приблизившись к умеренному религиозному либерализму. Тут же он начал заниматься литературным трудом. Первой научной работой его была обстоятельная рецензия на сочинение А. Гейгера «Lehrbuch zur Sprache der Mischna» ("Учебник по мишнаитскому ивриту"), появившаяся в «Literaturblatt des Orients», 1844 — 1845. Рецензия обратила на себя общее внимание и вызвала возражение со стороны Гейгера.
Первой самостоятельной работой Греца была диссертация «Гностицизм и иудаизм» («Gnostizismus und Judenthum», Бреславль, 1845), за которую автор получил звание доктора Йенского университета. Впоследствии он отказался от сделанных им в этом сочинении выводов, но, когда книга вышла, она обратила на себя внимание учёных.
Сдав экзамен на звание учителя, Грец преподавал в Бреславле и Лунденбурге (Моравия), зимой 1852—53 г. читал по приглашению общины в Берлине вместе с Цунцом и Заксом лекции по еврейской истории (для кандидатов на звание раввина) и, когда в Бреславле открылась семинария (1854), был приглашён туда в качестве доцента. Грец согласился занять этот пост с условием, если Захария Франкель, с которым у него ещё в 1846 г. завязалась тесная дружба, займёт место ректора (Франкель требовал назначения Греца). Это место он занимал до самой смерти.
С 1869 года, получив звание профессора, Грец читал в Бреславльском университете; он был постоянным сотрудником и редактором «Monatsschrift» с 1869 до 1887 г. В Бреславле Грец написал почти все свои труды.
Общественная жизнь не была чужда Грецу. Он интересовался развитием Всемирного еврейского союза, участвовал в парижском совещании 1878 г. по поводу румынских евреев и относился с большим сочувствием к нарождавшимся национальным и сионистским течениям.
Посетив Палестину в 1872 г. с целью изучить страну первоначальной истории евреев (первые 4 тома его большого труда), Грец положил там основание сиротскому дому. Национальные чувства Греца, которыми проникнут XI том его «Истории евреев», вызвал даже антисемитскую травлю Трейчке и недовольство немецких либералов и руководящих кругов немецкого еврейства. Это выразилось, между прочим, в том, что Грец не был приглашён в число членов Historische Kommission für Geschichte der Juden in Deutschland (1885, ЕЭБЕ). Популярность Греца от этого не пострадала.
Его 70-летний юбилей был ознаменован особым торжеством. Друзья и ученики поднесли ему сборник научных статей (Ateret Zewi, Jubelschrift zum 70 Geburtstage des Prof. Н. Graetz, Бреславль, 1887), а лондонское еврейское общество пригласило его открыть публичной лекцией лондонскую Англо-еврейскую историческую выставку в 1887 году. Испанская королевская академия наук в Мадриде избрала Греца своим почётным членом (1888).
Генрих Грец умер 7 сентября 1891 г. в Мюнхене, находясь там проездом.

## Труды

### «История евреев с древних веков до настоящего времени» (1853—1875)
Главным трудом Греца является широко задуманная «История евреев с древних веков до настоящего времени», которая вышла в одиннадцати, впоследствии двенадцати томах (1853—1875 гг.). Сначала появился четвёртый том, охватывающий историю евреев со времени разрушения еврейского государства (70 год н. э.) до составления вавилонского Талмуда. Древней истории были посвящены первые три тома. Большие достоинства, свойственные этому сочинению, в особенности живой и захватывающий язык, доставили ему хороший приём. Обработка исторического материала выдержана, правда, в консервативном духе, но в достаточной мере критически, что не преминуло вызвать неудовольствие в ортодоксальных кругах. В 1856 г. появился III том — период от смерти Хасмонея Иуды до разрушения Иерусалима Титом.
Главу об Иисусе Христе Грецу пришлось исключить вследствие цензурных условий; прибавленная лишь во втором издании (1862), она написана очень сдержанно, в консервативном духе; евангельское повествование здесь принимается как исторический документ (с весьма небольшими, впрочем, ограничениями), каковую точку зрения Грец сохранил и при переработке, сделанной им для 4-го издания (1888). Выросший за это время материал заставил увеличить размеры этого тома, и он вышел в двух частях. Грец довёл «Историю» до второй половины XIX века (политическую до 1848 г.) и только потом обработал древний период до Хасмонейских войн.
Вместо предполагавшихся 3-х томов понадобились четыре, так что теперь все сочинение состоит из 12-ти томов.
История выдержала несколько изданий; отдельные тома издавались до четырёх раз. Её перевели также на различные языки:
- на древнееврейский тт. 3—10 переведены С. П. Рабиновичем с примечаниями А. Я. Гаркави (в 1875 г. появился 3 т. в евр. переводе Каплана);
- на русский язык отдельные томы переведены под ред. Бакста, Гаркави и др.

Значение и влияние, оказанное этим историческим трудом, велики, хотя не все части в одинаковой мере удачны. Создание такого огромного труда потребовало от автора 25-летней работы. При этом количество материала для различных эпох не было равномерным.
Грец обладал большими познаниями не только в области еврейской истории, но и в области светских наук и отличался большим прилежанием. Он обладал и большими общеисторическими сведениями, и главным достоинством его сочинений является именно то, что он рисует еврейскую историю на фоне исторической драмы всего человечества. К этому следует прибавить захватывающее изложение, которое нередко отличается субъективизмом и неправильностью стиля. Грец был одним из первых в изложении еврейской истории, усвоивший симпатичный евреям тон. Большим подспорьем для него было то, что он мог пользоваться лучшими подготовительными работами, нежели его предшественник Йост, ибо в промежуток времени между появлением трудов этих историков наука иудаизма подвинулась значительно вперёд, источники еврейской истории были раскрыты в различных направлениях. Оценка труда Греца должна поэтому производиться для каждого тома отдельно. Общей для всего сочинения является известная печать консерватизма.
Наиболее либерально написаны первые 2—3 тома, охватывающие библейское время и последующую эпоху до Сирийских войн. Грец не разделяет взглядов современной ему библейской критики, поскольку она касается Пятикнижия; он защищает даже единство Торы, отвергая известную теорию Астрюка о различных источниках его. Критический метод тем не менее применён им в довольно широких размерах. Эта часть «Истории» принадлежит к слабейшим частям всего сочинения, ибо в ней отсутствует последовательность. Грец начинает историю еврейского народа со времени завоевания Палестины Иисусом Навином, рассматривая древнюю библейскую историю как народное предание. Библейские источники Грец принимает как исторически верные, применяя только в некоторых местах свои смелые критические поправки (см. ниже). При обработке послебиблейского периода Грец находился под сильным влиянием гегелевской философии истории, согласно которой всё, что имеет за собою историческое развитие, вместе с тем является правильным и разумным. Исторически сложившийся иудаизм в той магистральной линии, в которой он развивался, по мнению Греца, является поэтому разумным началом в истории еврейского народа. С этой точки зрения Грец рассматривает все явления иудаизма, все внутренние движения и разногласия. Иудаизм фарисеев он считает более прогрессивным, нежели иудаизм саддукеев, раввинистический иудаизм высшим, чем караимский. К каббале он относится отрицательно, как и вообще к мистике, которой он приписывает неблагоприятное влияние на евреев. Не менее отрицательно относится он к хасидизму и современному ему реформационному движению и вообще ко всем крайним, отступающим от прямолинейного развития течениям. Под конец Грец теряет историческую нить, ибо представляет уже не историю евреев, а историю западноевропейских евреев, преимущественно даже немецких евреев. Для истории евреев в Польше с половины XVIII века в его время не было источников.
Политическую историю еврейского народа Грец изобразил с большой обстоятельностью. Культурная жизнь рисуется автором лишь с духовной стороны. Его труд является поэтому и историей литературы, в которой изложены — точка зрения здесь не важна — все духовные течения среди евреев. «Учить и скитаться, мыслить и страдать, познавать и терпеть — вот задача еврейства в этот обширный период», — таковы слова Греца в предисловии к IV т. «Истории», столь характерные для его взгляда на историю евреев в изгнании. В противоположность этому экономическая история совсем не отмечена. ЕЭБЕ отмечает, что ещё 40—50 лет до этой работы немецкая историография обыкновенно не обращала внимания на эту сторону народной жизни, что для еврейской истории отсутствовали даже подготовительные работы в данной области.

### Библеистика
Как многосторонний учёный, Грец завоевал выдающееся место на различных поприщах иудаизма. Наряду с историческими исследованиями он занимался и критической разработкой Библии, в особенности критическим исследованием текстов. Он обратил на себя внимание смелыми исправлениями, которые считал вполне обоснованными. Отсутствие правильного чутья в этой области делает, однако, его поправки ещё менее удовлетворительными, нежели коррективы, предложенные протестантскими учёными.
Все предложения Греца относительно исправления греческого текста Притч Бен-Сираха согласно предполагаемому еврейскому оригиналу не подтвердились найденными древнееврейскими текстами.
Грец часто отклонялся от обычно принятой хронологии библейских книг, прибегая к смелым гипотезам. Из сочинений Греца, относящихся к этой области, ЕЭБЕ упоминает его издания древних текстов:
- «Экклезиаст» («Kohelet»), перевод и критика (1871), сочинение он относит к периоду Ирода;
- «Schir ha-Schirim», перевод и критика (1871), текст он относит ко времени Товиев (около 200 г. до н. э.);
- «Kritischer Kommentar zu den Psalmen» вместе с текстом и переводом, с приложением большого текстуально-критического введения (2 тт., Бреславль, 1882/3);
- «Der einheitliche Charakter des Propheten Joels» (1873).

После смерти Греца В. Бахер издал на основании оставшейся рукописи «Emendationes in plerosque Sacrae Scripturae Veteris Testamenti libros» (Бреславль, 1892—94, 3 части).
Очень многочисленны исторические и критические сочинения Греца, напечатанные им отдельным изданием и в различных журналах (преимущественно в редактируемом им ежемесячнике «Monatsschrift für die Geschichte und Wissenschaft des Judenthums»).

### Другие труды
- «Volkstümliche Geschichte der Juden» (Лейпциг, 1889—91, 3 тт.), сокращённое популярное издание истории евреев, доведённой до новейшего времени (имеются перевод первой части на русском языке и перевод и переработка на жаргоне);
- «Die westgothische Gesetzgebung inbetreff der Juden» (1858),
- «Dauer der gewaltsamen Hellenisierung der Juden» (1864);
- «Frank und die Frankisten» (1868);
- «Das Königreich Messene und seine jüdische Bevölkerung» (1879);
- «Die jüdischen Proselyten im Römerreich unter den Kaisern Domitian, Nerva, Trajan und Hadrian» (1884);
- «Ueber das Sikarikongesetz» (1892).

### Публицистика
Из журнальных статей ЕЭБЕ отмечает:
- «Jüdisch geschichtliche Studien» (Monatsschrift, 1852);
- «Fälschungen in dem Text der Septuaginta» (ib., 1853);
- «Die talmudische Chronologie und Topographie» (ib., 1852);
- «Hagadische Elemente bei den Kirchenvätern» (ib., 1854);
- «Die mystische Literatur in der gaonäischen Epoche» (ib., 1859);
- «Voltaire und die Juden» (ib., 1868);
- «Die Ebioniten des Alten Testaments» (ib., 1869);
- «Zur Topographie von Palästina» (ib., 1870);
- «Die Söhne des Tobias, die Hellenisten und der Spruchdichter Sirach» (ib., 1872);
- «Die Echtheit des Bücher des Propheten Ezechiel» (ib., 1874);
- «Shylock in der Sage, im Drama und in der Geschichte» (ib., 1880; перев. в «Восходе», 1881, V);
- «Exegetische Studien zum Propheten Jeremia» (ib., 1883);
- «Exegetische Studien zu den Salomonischen Sprüchen» (1884) и т. д.

Кроме того, перу Греца принадлежат:
- «Historic parallels in Jewish history» (Anglo-Jewish Historical Exhibition, I, 1887; cp. «Нед. хрон. Восхода», 1887, 39—41);
- «Judaism and biblical criticism» (Jewish Chronicle, 1887);
- «La police de l’inquisition d’Espagne à ses débuts» (Rev. Ét. Juiv., 1890);
- «Biblical Studies» (Jew. Quart. Rev., 1891) и т. д.

Грец принимал также участие в издании палестинского Талмуда (Кротошин, 1866).
Следует отметить статью «Die Verjüngung d. jüdischen Stammes» (Jahrb. für Israeliten, Вена, 1863, т. X; перепечатана с комментариями в Jüd. Volkskalender, Брюнн, 1903), вызвавшую процесс против издателя Комперта со стороны антисемита Бруннера.
Кроме ответных статей на выпады Трейчке, Грец написал анонимное сочинение «Briefwechsel einer englischen Dame über Judentum u. Semitismus» (1883).
Он издал антологию новоеврейской поэзии «Leket Schoschanim» (1862).
Библиография его трудов и статьей составлена Абрагамсом, в Jew. Quart. Review (IV, 194—203).